# Wereldbeker schaatsen 2014/2015
De Wereldbeker schaatsen 2014/2015 (officieel: ISU World Cup Speed Skating 2014/15) was een internationale schaatscompetitie verspreid over het gehele schaatsseizoen 2014-2015. De wereldbeker schaatsen wordt georganiseerd door de Internationale Schaatsunie (ISU).
Er waren dit seizoen zeven wereldbekerweekenden, één meer dan in het voorgaande jaar. De eerste wedstrijd was van 14 t/m 16 november 2014 in Obihiro en de finale was op 21 en 22 maart 2015 in Erfurt. Voor het vierde jaar was de massastart een officieel onderdeel, was de teamsprint een demonstratieonderdeel, en ook voor de vierde keer werd er een overall-klassement opgemaakt worden, de Grand World Cup.

## Kalender
| Plaats     | Datum                      | 500m | 1000m | 1500m | 3k/5k | 5k/10k | massastart | achtervolging | teamsprint | details           |
| ---------- | -------------------------- | ---- | ----- | ----- | ----- | ------ | ---------- | ------------- | ---------- | ----------------- |
| Obihiro    | 14-16 november 2014        | 2x   | 1x    | 1x    | 1x    |        | 1x         | 1x            | 1x*        | Wereldbeker 1     |
| Seoel      | 21-23 november 2014        | 2x   | 1x    | 1x    |       | 1x     | 1x         |               | 1x*        | Wereldbeker 2     |
| Berlijn    | 5-7 december 2014          | 2x   | 1x    | 1x    | 1x    |        | 1x         | 1x            |            | Wereldbeker 3     |
| Heerenveen | 12-14 december 2014        | 2x   | 1x    | 1x    | 1x    |        | 1x         | 1x            |            | Wereldbeker 4     |
| Hamar      | 31 januari-1 februari 2015 |      |       | 1x    | 1x    |        | 1x         |               |            | Wereldbeker 5     |
| Heerenveen | 7-8 februari 2015          | 2x   | 2x    |       |       |        |            |               |            | Wereldbeker 6     |
| Erfurt     | 21-22 maart 2015           | 2x   | 1x    | 1x    | 1x    |        | 1x         |               |            | Wereldbekerfinale |
| Totaal     | Totaal                     | 12x  | 7x    | 6x    | 5x    | 1x     | 6x         | 3x            | 2x         |                   |

* = demonstratieonderdeel

## Eindpodia

### Mannen
| Afstand         | 1e                 | 2e                    | 3e                    |
| --------------- | ------------------ | --------------------- | --------------------- |
| 500 m           | Pavel Koelizjnikov | Laurent Dubreuil      | Roeslan Moerasjov     |
| 1000 m          | Pavel Koelizjnikov | Kjeld Nuis            | Nico Ihle             |
| 1500 m          | Denny Morrison     | Sverre Lunde Pedersen | Kjeld Nuis            |
| 5&10 km         | Jorrit Bergsma     | Sverre Lunde Pedersen | Bob de Jong           |
| Massastart      | Lee Seung-hoon     | Bart Swings           | Andrea Giovannini     |
| Achtervolging   | Zuid-Korea         | Nederland             | Polen                 |
|                 |                    |                       |                       |
| Grand World Cup | Pavel Koelizjnikov | Bart Swings           | Sverre Lunde Pedersen |

### Vrouwen
| Afstand         | 1e                 | 2e                 | 3e                 |
| --------------- | ------------------ | ------------------ | ------------------ |
| 500 m           | Nao Kodaira        | Lee Sang-hwa       | Heather Richardson |
| 1000 m          | Brittany Bowe      | Marrit Leenstra    | Li Qishi           |
| 1500 m          | Marrit Leenstra    | Heather Richardson | Brittany Bowe      |
| 3&5 km          | Martina Sáblíková  | Claudia Pechstein  | Marije Joling      |
| Massastart      | Ivanie Blondin     | Irene Schouten     | Martina Sáblíková  |
| Achtervolging   | Nederland          | Duitsland          | Polen              |
|                 |                    |                    |                    |
| Grand World Cup | Heather Richardson | Martina Sáblíková  | Brittany Bowe      |

## Deelnamequota
Op basis van het aantal schaatsers in de top van het voorafgaande seizoen 2013/2014, mochten de volgende landen onderstaand aantal deelnemers inschrijven per afstand, mits deze aan de limiet op die afstand had voldaan. Alle andere ISU-leden (landen met federaties in de ijs-/schaatssport die zijn aangesloten bij de ISU) mochten per afstand één deelnemer inschrijven, mits voldaan aan de limiet(en).
|                  | Mannen | Mannen | Mannen | Mannen  | Mannen | Vrouwen | Vrouwen | Vrouwen | Vrouwen | Vrouwen |
| Landen           | 500m   | 1000m  | 1500m  | 5/10 km | Mass.  | 500m    | 1000m   | 1500m   | 3/5 km  | Mass.   |
| ---------------- | ------ | ------ | ------ | ------- | ------ | ------- | ------- | ------- | ------- | ------- |
| Australië        | 2      | 2      | 1      | 1       | 1      | 1       | 1       | 1       | 1       | 1       |
| België           | 1      | 2      | 2      | 2       | 2      | 1       | 1       | 2       | 2       | 2       |
| Canada           | 5      | 4      | 4      | 2       | 1      | 4       | 4       | 4       | 3       | 2       |
| China            | 3      | 2      | 2      | 2       | 1      | 4       | 5       | 3       | 2       | 1       |
| Chinees Taipei   | 2      | 2      | 1      | 1       | 1      | 1       | 1       | 1       | 1       | 1       |
| Denemarken       | 1      | 1      | 1      | 1       | 1      | 1       | 1       | 1       | 1       | 1       |
| Duitsland        | 4      | 3      | 3      | 5       | 2      | 5       | 4       | 4       | 4       | 2       |
| Estland          | 1      | 1      | 1      | 1       | 1      | 1       | 1       | 1       | 1       | 2       |
| Finland          | 3      | 3      | 1      | 1       | 1      | 2       | 1       | 1       | 1       | 1       |
| Frankrijk        | 2      | 2      | 3      | 3       | 1      | 1       | 1       | 1       | 1       | 1       |
| Hongarije        | 1      | 1      | 2      | 1       | 1      | 2       | 1       | 1       | 1       | 1       |
| Italië           | 3      | 2      | 3      | 2       | 2      | 2       | 2       | 2       | 2       | 2       |
| Japan            | 5      | 3      | 2      | 2       | 2      | 5       | 5       | 5       | 5       | 2       |
| Kazachstan       | 2      | 4      | 4      | 2       | 1      | 2       | 2       | 2       | 2       | 1       |
| Letland          | 2      | 2      | 2      | 2       | 1      | 1       | 1       | 1       | 1       | 1       |
| Nederland        | 5      | 5      | 5      | 5       | 2      | 5       | 5       | 5       | 5       | 2       |
| Nieuw-Zeeland    | 1      | 1      | 2      | 2       | 1      | 1       | 1       | 1       | 1       | 1       |
| Noorwegen        | 3      | 4      | 4      | 4       | 2      | 1       | 2       | 3       | 3       | 2       |
| Oostenrijk       | 1      | 2      | 2      | 1       | 2      | 2       | 2       | 2       | 2       | 1       |
| Polen            | 3      | 3      | 4      | 3       | 2      | 1       | 4       | 4       | 5       | 2       |
| Roemenië         | 1      | 1      | 1      | 1       | 1      | 1       | 1       | 1       | 2       | 1       |
| Rusland          | 5      | 4      | 5      | 5       | 2      | 4       | 5       | 5       | 4       | 1       |
| Tsjechië         | 1      | 1      | 1      | 1       | 1      | 2       | 2       | 3       | 2       | 1       |
| Verenigde Staten | 4      | 5      | 5      | 5       | 2      | 5       | 4       | 4       | 3       | 2       |
| Wit-Rusland      | 1      | 1      | 1      | 1       | 1      | 2       | 1       | 1       | 1       | 1       |
| Zuid-Korea       | 4      | 4      | 3      | 3       | 1      | 4       | 3       | 4       | 4       | 1       |
| Zweden           | 1      | 2      | 2      | 2       | 1      | 1       | 2       | 1       | 1       | 1       |
| Zwitserland      | 1      | 1      | 1      | 1       | 2      | 2       | 2       | 2       | 1       | 1       |

## Limiettijden
Om te mogen starten in de wereldbeker schaatsen 2014/2015 moesten de schaatsers na 1 juli 2013 aan de volgende limiettijden hebben voldaan. Voor deelname aan de ploegenachtervolging of massastart volstond het rijden van een van deze limiettijden (om het even welke). Om tegemoet te komen aan de bezwaren van de kleine schaatslanden voor wie de reis naar Salt Lake City of Calgary (de twee snelste banen in de wereld) vaak een zware grote financiële last is, was er sinds enige jaren een aparte (minder strenge) limiet opgenomen voor overige schaatsbanen. De limieten waren gelijk aan het voorgaande jaar.
| Geslacht | 500m  | 1000m   | 1500m   | 3000m   | 5000m                            | 10.000m                            |
| -------- | ----- | ------- | ------- | ------- | -------------------------------- | ---------------------------------- |
| Mannen   | 36,20 | 1.11,90 | 1.51,00 | —       | 6.48,00                          | 13.40,00 (10 km) of 6.35,00 (5 km) |
| Vrouwen  | 40,00 | 1.20,00 | 2.03,00 | 4.24,00 | 7.25,00 (5 km) of 4.15,00 (3 km) | —                                  |

| Geslacht | 500m  | 1000m   | 1500m   | 3000m   | 5000m                            | 10.000m                            |
| -------- | ----- | ------- | ------- | ------- | -------------------------------- | ---------------------------------- |
| Mannen   | 36,60 | 1.12,80 | 1.52,50 | —       | 6.52,00                          | 13.50,00 (10 km) of 6.40,00 (5 km) |
| Vrouwen  | 40,50 | 1.21,00 | 2.05,00 | 4.28,00 | 7.32,00 (5 km) of 4.20,00 (3 km) | —                                  |

Voor de ploegenachtervolging en massastart mocht één schaatser worden ingeschreven die niet aan een van bovenstaande kwalificatietijden had voldaan, voor deze schaatsers geldt een versoepelde limiet van 1.57,50 (mannen) of 2.10,00 (vrouwen) op de 1500 meter.